# والتون
والتون (به انگلیسی: Whalton) یک روستا و محله مدنی در بریتانیا است که در نورث‌آمبرلند واقع شده‌است. والتون ۴۲۷ نفر جمعیت دارد.